# غوين هيوز
غوين هيوز (بالإنجليزية: Gwen Hughes)‏ هي مغنية وكاتبة غنائية أمريكية، ولدت في 1960.